# Communauté de communes Portes du Berry, entre Loire et Val d'Aubois
La communauté de communes des Portes du Berry, entre Loire et val d'Aubois (CCPBELVA) est une communauté de communes française située dans le département du Cher et la région Centre-Val de Loire.

## Géographie

### Géographie physique
Située à l'est du département du Cher, la communauté de communes des Portes du Berry, entre Loire et val d'Aubois regroupe 12 communes et présente une superficie de 286,4 km2.

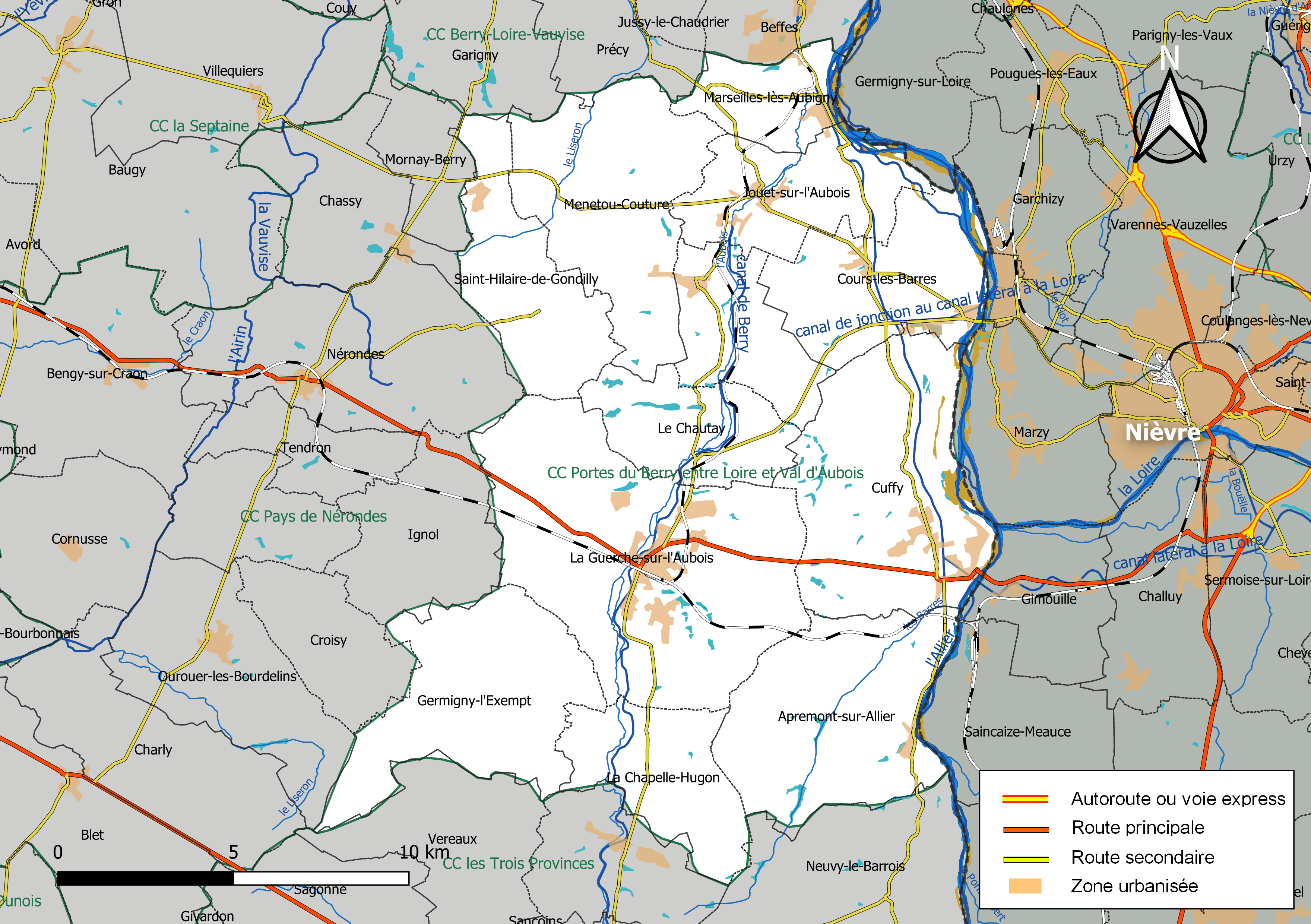
Carte de la communauté de communes des Portes du Berry, entre Loire et val d'Aubois au 1er janvier 2019.

### Composition
La communauté de communes est composée des 12 communes suivantes :

| Nom                        | Code Insee | Gentilé           | Superficie (km2) | Population (dernière pop. légale) | Densité (hab./km2) |
| -------------------------- | ---------- | ----------------- | ---------------- | --------------------------------- | ------------------ |
| Jouet-sur-l'Aubois (siège) | 18118      | Jouettois         | 17,33            | 1 306 (2022)                      | 75                 |
| Apremont-sur-Allier        | 18007      | Apremontois       | 30,69            | 67 (2022)                         | 2,2                |
| La Chapelle-Hugon          | 18048      | Capélo-Hugonais   | 16,16            | 385 (2022)                        | 24                 |
| Le Chautay                 | 18062      | Chautenois        | 14,74            | 264 (2022)                        | 18                 |
| Cours-les-Barres           | 18075      | Coursibarrois     | 21,16            | 1 030 (2022)                      | 49                 |
| Cuffy                      | 18082      | Cuffyçois         | 34,57            | 1 018 (2022)                      | 29                 |
| Germigny-l'Exempt          | 18101      | Germinois         | 28,26            | 292 (2022)                        | 10                 |
| La Guerche-sur-l'Aubois    | 18108      | Guerchois         | 52,7             | 3 187 (2022)                      | 60                 |
| Marseilles-lès-Aubigny     | 18139      | Marseillois       | 9,88             | 647 (2022)                        | 65                 |
| Menetou-Couture            | 18143      | Monestrocouturois | 28,93            | 357 (2022)                        | 12                 |
| Saint-Hilaire-de-Gondilly  | 18215      | Saint-Hilairois   | 18,42            | 136 (2022)                        | 7,4                |
| Torteron                   | 18265      | Tortorennais      | 13,53            | 789 (2022)                        | 58                 |

## Politique et administration

### Conseil communautaire
La communauté de communes  est administrée par le conseil de communauté, composé de 36 conseillers, élus pour 6 ans :
Ils sont répartis comme suit :
| Nombre de délégués | Communes                                                   |
| ------------------ | ---------------------------------------------------------- |
| 10                 | La Guerche-sur-l'Aubois                                    |
| 5                  | Jouet-sur-l'Aubois                                         |
| 4                  | Cuffy, Cours-les-Barres                                    |
| 3                  | Torteron                                                   |
| 2                  | Marseilles-lès-Aubigny, La Chapelle-Hugon, Menetou-Couture |
| 1                  | Les autres communes                                        |

### Présidence
| Période                                  | Période  | Identité           | Étiquette | Qualité                   |
| ---------------------------------------- | -------- | ------------------ | --------- | ------------------------- |
| 2007                                     | 2014     | Michel Pouillard   | DVD       | Maire de Cours-les-Barres |
| mai 2014                                 | En cours | Olivier Hurabielle |           | Maire de Cuffy            |
| Les données manquantes sont à compléter. |          |                    |           |                           |

## Histoire
La communauté de communes a été créée par arrêté préfectoral du 13 décembre 2007.

## Sources
1. ↑  Statuts communautaires, p .121
2. ↑  « Chiffres-clés du territoire de l'intercommunalité. », sur le site de l'Insee (consulté le 30 août 2019).
3. ↑  Arrêté n°2015-1-0449 du 12 mai 2015 portant composition du conseil communautaire de la communauté de communes des Portes du Berry, entre Loire et Val d’Aubois
4. ↑  « Fiche Aspic de l'EPCI », sur site Aspic (consulté le 14 décembre 2012).

## Pour approfondir